# 남아프리카의 외침
남아프리카의 외침(아프리칸스어:Die Stem van Suid-Afrika)은 1934년부터 1994년까지 쓰이던 남아프리카 공화국의 국가였다. 1997년까지는 주여, 아프리카를 구원하소서와 함께 국가의 지위를 가졌고, 그 해 합성되어 폐지되었다. 1990년까지는 남아프리카 연방이 현재 나미비아 지역인 독일령 남서아프리카를 위임통치했기 때문에 나미비아의 국가이기도 했다. 처음에는 아프리칸스어로, 그 다음엔 영어로 부른다.

## 남아공 국가로서의 역사

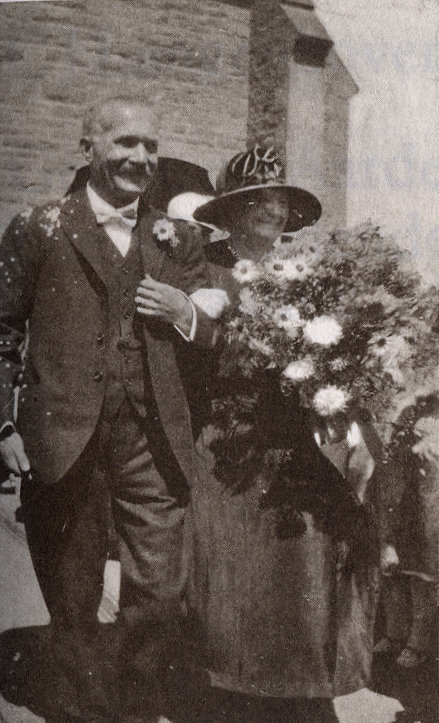
1926년 딸과 함께 찍은 C.J.랑겐호번의 사진

1918년 5월, 시인 코넬리스 야코부스 랑겐호번은 아프리칸스어로 Die Stem('외침'이라는 뜻) 라는 시를 지었는데, 이 시에 1921년 마르티누스 빌리어즈라는 작곡가가 곡을 지어 붙였다. 1920년대 이 곡은 남아프리카 방송에서 하루 방송을 마칠때 당시 남아프리카 연방의 국가이자 영국의 국가인 "하느님, 여왕 폐하를 지켜 주소서"와 같이 연주되었고 1928년 5월 31일 케이프타운에서 남아프리카 연방의 국기를 새로 제정할 때 공식적으로 연주된 곡이다. 1952년까지 이 곡은 영어로 번역되지 않았는데, 그 이유는 "하느님, 여왕 폐하를 지켜 주소서"가 공식적인 국가 지위를 1957년까지 가지고 있었기 때문이다.
그리고 랑겐호번은 원래 시를 3절까지 썼는데, 정부가 종교적인 절을 한 절 더 추가해 달라고 요청하여 총 4절의 노래가 되었다. 남아프리카의 외침은 조국과 종교를 부각시키고 있다. 하지만 흑인 등 유색인종은 이 노래를 멀리했는데 왜냐하면 이 노래는 아파르트헤이트를 정당화하고 아프리카너들 즉 보어 인들을 숭상하는 절이 포함되어 있기 때문이다.
이 곡은 올림픽과 월드컵에 남아프리카 공화국이 출전정지당하면서 외국에서는 거의 연주되지 않았다가, 1990년대 초 아파르트헤이트가 프레데리크 빌렘 데 클레르크 대통령이 집권하면서 점차 폐지되면서 국제적인 스포츠 경기에 참가가 가능해지면서 문제가 부각되었는데, 인종차별을 상징하는 노래를 외국에서는 부를 수 없다는 것 때문에 1992년에 뉴질랜드와 럭비경기를 할 때에는 1분동안 침묵을 하여 국가를 연주하지 않았고-실제로는 1분간 침묵으로 대신하려 했으나, 백인 관중들이 반주 없이 국가를 불러서 결국 연주를 해야 했다. 1992년 바르셀로나 하계 올림픽 때에는 베토벤의 음악에 프리드리히 실러의 환희의 송가를 가사로 붙여 연주했으며, 국기를 게양하지 않고 올림픽 위원회 기를 게양했다. 결국 이 국가는 1994년까지 공식 국가의 지위를 가지고 있다가 1997년 '주여, 아프리카를 구원하소서'와 합성되어 소멸되었다. 1994년부터 1997년까지는 '주여, 아프리카를 구원하소서'와 공동 국가로 사용되었다.

## 가사
| Die Stem van Suid-Afrika               | The Call of South Africa                | 남아프리카의 외침                                       |  |
| 1절                                    |                                         |                                                         |  |
| Uit die blou van onse hemel,           | Ringing out from our blue heavens,      | 우리의 파란 하늘로부터                                  |  |
| Uit die diepte van ons see,            | From our deep seas breaking round,      | 우리의 깊은 바다에서부터                                |  |
| Oor ons ewige gebergtes                | Over everlasting mountains,             | 절벽이 화답하는                                         |  |
| Waar die kranse antwoord gee.          | Where the echoing crags resound,        | 우리의 영원한 산 위에서                                 |  |
| Deur ons vêr verlate vlaktes           | From our plains where creaking wagons,  | 황량한 평원을 가로질러                                  |  |
| Met die kreun van ossewa.              | Cut their trails into the earth,        | 황소의 수레의 신음소리와 함께                           |  |
| Ruis die stem van ons geliefde,        | Calls the spirit of our country,        | 우리가 사랑하는 목소리를 높여라!                        |  |
| Van ons land Suid-Afrika.              | Of the land that gave us birth.         | 우리나라 남아프리카여!!                                 |  |
| Ons sal antwoord op jou roepstem,      | At thy call we shall not falter,        | 우리는 당신의 부름에 응답하고                           |  |
| Ons sal offer wat jy vra:              | Firm and steadfast we shall stand,      | 우리는 당신이 요구하는 것을 드릴 것이니                 |  |
| Ons sal lewe, ons sal sterwe,          | At thy will to live or perish,          | 우리는 살거나 죽을 것이다                               |  |
| Ons vir jou, Suid-Afrika.              | O South Africa, dear land.              | 남아프리카! 그대를 위하여                               |  |
| 2절                                    |                                         |                                                         |  |
| In die murg van ons gebeente,          | In our body and our spirit,             | 우리 뼈의 골수 안에                                     |  |
| in ons hart en siel en gees,           | In our inmost heart held fast;          | 우리 마음과 영혼과 정신 안에                            |  |
| In ons roem op ons verlede,            | In the promise of our future,           | 과거의 영광 안에서                                      |  |
| In ons hoop op wat sal wees.           | And the glory of our past;              | 앞으로 어떻게 될 것일지에 대한 우리 희망 속에서         |  |
| In ons wil en werk en wandel,          | In our will, our work, our striving,    | 우리의 노동과 행보의 의지 안에서                        |  |
| Van ons wieg tot aan ons graf.         | From the cradle to the grave-           | 요람에서 무덤까지                                       |  |
| Deel geen ander land ons liefde,       | There's no land that shares our loving, | 우리의 사랑을 다른 땅에 나누지 않고                     |  |
| Trek geen ander trou ons af.           | And no bond that can enslave.           | 다른 충성심도 우릴 흔들지 못하리                        |  |
| Vaderland, ons sal die adel,           | Thou hast borne us and we know thee,    | 조국이여! 우리의 고귀함을 짊어질 것이오                 |  |
| Van jou naam met ere dra:              | May our deeds to all proclaim           | 당신의 명예로운 이름을                                  |  |
| Waar en trou as Afrikaners,            | Our enduring love and service           | 아프리카인으로서 참되고 진실한                          |  |
| Kinders van Suid-Afrika.               | To thy honour and thy name.             | 남아프리카의 아들들                                     |  |
| 3절                                    |                                         |                                                         |  |
| In die songloed van ons somer,         | In the golden warmth of summer,         | 여름의 아침노을에서나                                   |  |
| in ons winternag se kou,               | In the chill of winter's air,           | 겨울 밤의 추위 속에서나                                 |  |
| In die lente van ons liefde,           | In the surging life of springtime,      | 사랑스런 봄에도                                         |  |
| in die lanfer van ons rou.             | In the autumn of despair;               | 슬픔의 가을에도                                         |  |
| By die klink van huw'liksklokkies,     | When the wedding bells are chiming,     | 결혼식 종의 종소리가 울릴 때에도                        |  |
| by die kluit-klap op die kis.          | Or when those we love do depart,        | 관 위에 흙을 뿌릴 때에도                                |  |
| Streel jou stem ons nooit verniet nie, | Thou dost know us for thy children      | 그대의 목소리는 우리를 달래는 것을 헛되이 하지 않았으니 |  |
| Weet jy waar jou kinders is.           | And dost take us to thy heart           | 그대의 아들들이 어디에 있는지를 아노라                  |  |
| Op jou roep sê ons nooit née nie,      | Loudly peals the answering chorus;      | 그대의 부름에 우리는 결코 아니다라고 하지 않고          |  |
| Sê ons altyd, altyd ja:                | We are thine, and we shall stand,       | 우린 항상 예라고 대답하니                               |  |
| Om te lewe, om te sterwe -             | Be it life or death, to answer          | 살거나 죽기 위해서                                      |  |
| Ja, ons kom, Suid-Afrika.              | To thy call, beloved land.              | 그렇다, 우린 남아프리카에 왔노라                        |  |
| 4절                                    |                                         |                                                         |  |
| Op U Almag vas vertrouend              | In thy power, Almighty, trusting,       | 당신의 확고한 의지에 따라                               |  |
| het ons vadere gebou:                  | Did our fathers build of old;           | 우리 아버지들은 세웠도다                                |  |
| Skenk ook ons die krag, o Here!        | Strengthen then, O Lord, their children | 우리에게 힘을 주소서, 주여!                             |  |
| Om te handhaaf en te hou.              | To defend, to love, to hold-            | 튼튼하게 보존할 수 있도록                               |  |
| Dat die erwe van ons vadere            | That the heritage they gave us          | 우리의 아버지들의 유산이                                |  |
| Vir ons kinders erwe bly:              | For our children yet may be;            | 우리 아이들에게 전해지도록                              |  |
| Knegte van die Allerhoogste,           | Bondsmen only to the Highest            | 지존하신 하느님의 종으로서                              |  |
| Teen die hele wêreld vry.              | And before the whole world free.        | 전 세계가 자유로울 수 있도록                            |  |
| Soos ons vadere vertrou het,           | As our fathers trusted humbly,          | 우리의 아버지들이 믿었던 바대로                         |  |
| Leer ook ons vertrou, o Heer:          | Teach us, Lord to trust Thee still;     | 우리에게도 당신을 믿을 수 있도록 가르쳐주소서, 주여!    |  |
| Met ons land en met ons nasie          | Guard our land and guide our people     | 우리 땅, 우리 나라, 우리 민족을                         |  |
| Sal dit wel wees, God regeer.          | In Thy way to do Thy will.              | 하느님이여 잘 통치하소서!                               |  |

## 같이 보기
- 남아프리카 공화국의 국가
- 오렌지 자유국의 국가
- 트란스발 공화국의 국가